# Kyllinga polyphylla
Kyllinga polyphylla är en halvgräsart som beskrevs av Carl Ludwig von Willdenow och Carl Sigismund Kunth. Kyllinga polyphylla ingår i släktet Kyllinga och familjen halvgräs.

## Underarter
Arten delas in i följande underarter:
- K. p. elatior
- K. p. polyphylla